# Great Southwest Building
El Great Southwest Building, anteriormente Petroleum Building, es un rascacielos ubicado en 1314 Texas Avenue en el centro de la ciudad de Houston, la más poblada del estado de Texas (Estados Unidos). Mide 88,70 metros de altura, tiene 21 pisos y fue terminado en 1927. De 2018 a 2019 fue sometido a una remodelación y desde entonces es el sitio del Cambria Hotel Downtown Convention Center.

## Historia
La estructura fue originalmente encargada por Joseph S. Cullinan, fundador de The Texas Company (actual Texaco), para albergar las oficinas de su creciente negocio de petróleo y gas. Fue diseñado por el arquitecto neoyorquino Alfred Bossom. El edificio presenta un estilo art déco con toques mayas inusuales que incluyen relieves y retranqueos en los pisos superiores para imitar una pirámide maya. Este diseño de influencia maya se reimaginaría 50 años después con el Heritage Plaza de estilo similar terminado en 1987.

## Inquilinos
Después de que Texaco se mudó a oficinas más grandes, el edificio continuó prestando servicios a compañías de petróleo y gas más pequeñas en los pisos superiores y tiendas minoristas en la planta baja. En 2015, un desarrollador con sede en Dallas, Todd Interests, compró la estructura con planes para renovar el edificio y crear 150 unidades de apartamentos de lujo. El proyecto recibirá un crédito fiscal de 15.000 por unidad de la Houston Downtown Living Initiative, un programa diseñado para fomentar el desarrollo residencial en el centro de la ciudad.